# Pieter Beelaerts van Blokland
Pieter Beelaerts van Blokland, né le 8 décembre 1932 à Heerjansdam et mort à Utrecht le 22 septembre 2021, est un homme politique néerlandais. Son père Vincent Pieter Adriaan Beelaerts van Blokland occupe également la fonction de bourgmestre.